# A Book of Ryhmes
A Book of Ryhmes là một vi quyển của Charlotte Brontë, được bà viết vào năm 1829 khi Brontë 13 tuổi. Cuốn sách là một phần trong bộ sưu tập của Bảo tàng Brontë Parsonage ở Haworth, West Yorkshire.
A Book of Ryhmes (từ ryhmes bị viết sai) là một trong sáu vi quyển được viết bởi  Brontë, khi bà ở tuổi vị thành niên. Cuốn sách được xuất bản ngày 17 tháng 12 năm 1829, kích thước của cuốn sách đo được là 3.8 in × 2.5 in (9.7 cm × 6.4 cm).

## Giá trị
Cuốn sách được bán với giá 520 đô la trong một cuộc đấu giá tại Phòng trưng bày Walpole ở thành phố New York vào năm 1916 (tương đương $13.984 năm 2022). Đây là vi quyển cuối cùng của Brontë thuộc sở hữu của một nhà sưu tập tư nhân. Vị trí của nó sau đó không được biết đến, cho đến tháng 4 năm 2022, khi người ta thông báo rằng nó sẽ được bán tại Hội chợ sách cổ quốc tế New York vào cuối tháng đó. Nó được bán với giá 1,25 triệu đô la (983.500 bảng Anh), khiến nó có thể trở thành là cuốn sách đắt nhất từng được bán, tính theo giá trên một đơn vị diện tích bề mặt.
Cuốn sách được mua bởi một tổ chức từ thiện văn học của Anh Friends of the National Libraries mua lại, tổ chức sau đó đã tặng nó cho Bảo tàng Brontë Parsonage. Tài sản của T. S. Eliot và Quỹ Garfield Weston đã được quyên góp để hỗ trợ mua cuốn sách. Người phụ trách chính của Bảo tàng Brontë Parsonage, Ann Dinsdale, nói rằng nó là "... rất xúc động khi một món đồ thuộc gia đình Brontë được trả về nhà và việc vi quyển này trở lại nơi nó được viết khi tưởng chừng đã mất là điều rất đặc biệt đối với chúng tôi." Vào thời điểm mua lại A Book of Ryhmes, bảo tàng đã có chín vi quyển khác do anh chị em nhà Brontë thực hiện và dự kiến sẽ nhận được thêm bảy cuốn nữa từ Thư viện Honresfield trong tương lai gần.

## Nội dung
The Book of Ryhmes có 15 trang với bìa giấy nâu được thêu thủ công. Cuốn sách bao gồm 10 bài thơ và trang tiêu đề có ghi "Ryhmes. Sold by Nobody. And printed by Herself".

### Danh sách bài thơ
Nội dung của cuốn sách đã được Brontë liệt kê trong danh sách 1830 tác phẩm của bà cho đến nay. Nội dung của chúng chưa bao giờ được ghi chép lại hay tóm tắt cho đến khi cuốn sách được tìm thấy.
1. "The Beauty of Nature"
2. "A Short Poem"
3. "Meditations while Journeying in a Canadian Forest"
4. "Song of an Exile"
5. "On Seeing the Ruins of the Tower of Babel"
6. "A Thing of 14 Lines"
7. "Lines written on the Bank of a River one fine Summer Evening"
8. "Spring, a Song"
9. "Autumn, a Song"